# Giovan Battista Moroni

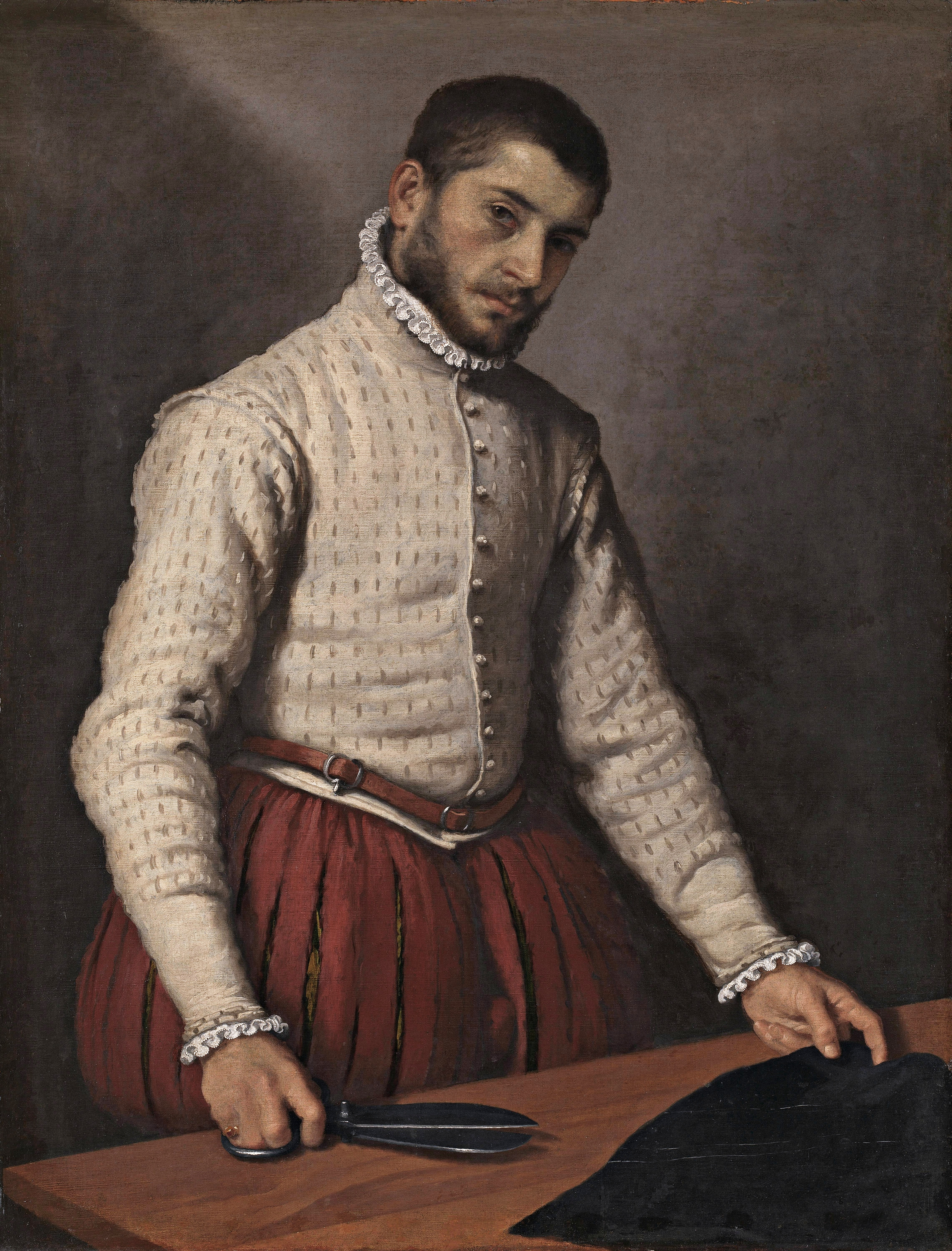
Der Schneider. 1570–1575, National Gallery (London)

Giovanni Battista Moroni (* zwischen 1521 und 1524 in Albino; † um 1580) war ein italienischer Maler der Renaissance. Moroni malte hauptsächlich Porträts. Er erlangte bereits zu Lebzeiten Berühmtheit, wurde aber besonders im 19. Jahrhundert in England geschätzt, wo sich auch heute noch in der National Gallery die größte Sammlung seiner Werke außerhalb Italiens befindet.

## Lebenslauf
Moroni wurde vermutlich in Bondo bei Albino in der Nähe von Bergamo geboren. Er dürfte in bescheidenen Verhältnissen aufgewachsen sein. Die Eltern schickten ihn nach Brescia zu Alessandro Bonvicino, genannt il Moretto da Brescia, in die Lehre. 1549 malte er in Abino zwei Zimmer im Haus des Grafen Spini aus, das eine mit einer Landschaftsszene in dem damals beliebten chinesischen Stil, das andere mit einem Wappen der Familie.

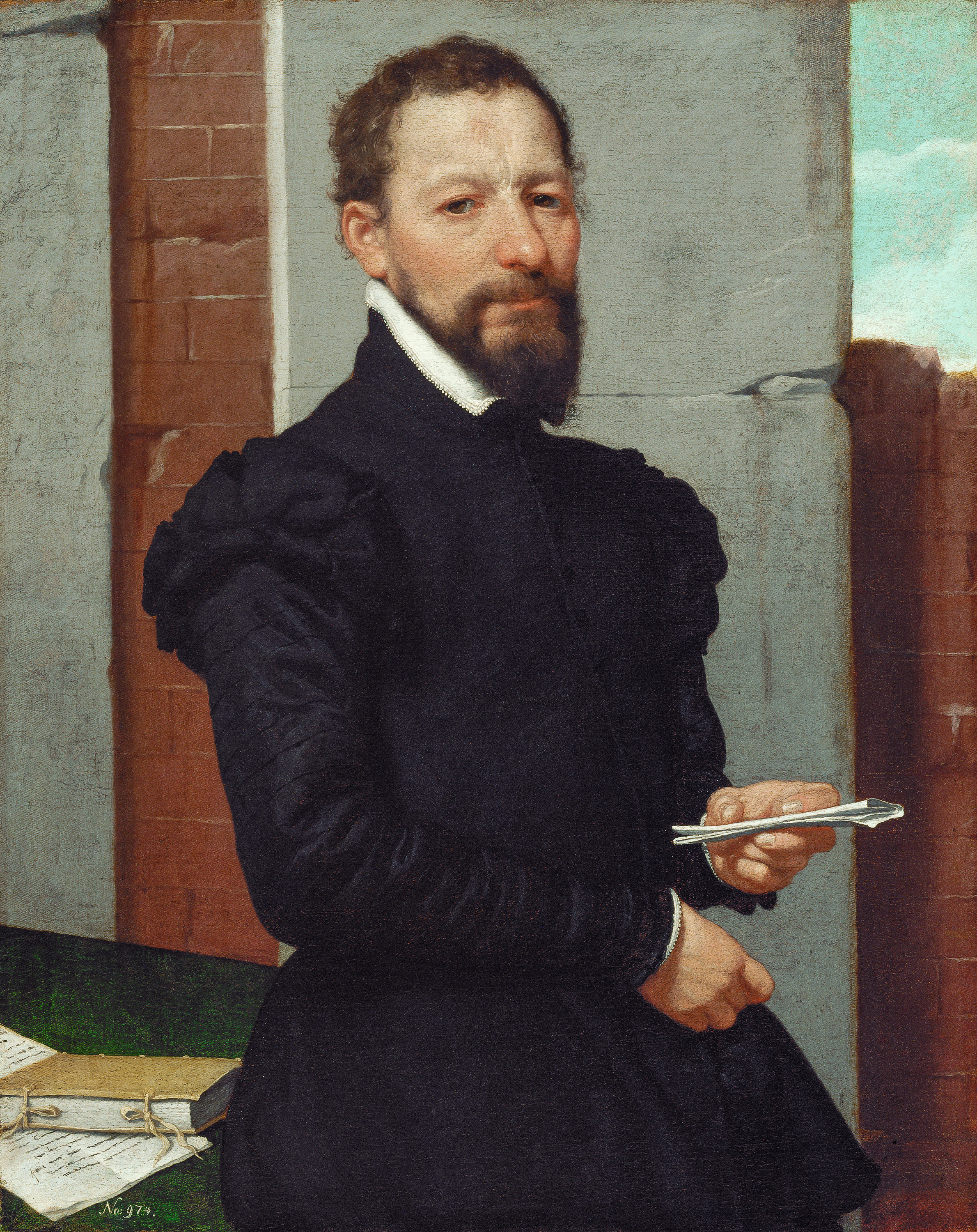
Der Orator Giovan Pietro Maffeis (1533–1603), Professor der Rhetorik in Genua, 1560–1565, Kunsthistorisches Museum Wien

Eine aus dem Jahr 1553 datierte Zeichnung zweier Figuren eines Altarbilds Morettos, der 1554 starb, lässt die Annahme zu, dass beide damals noch in Kontakt standen. Ab 1553/54 malte Moroni seine ersten eigenen Bilder. Diese weisen noch Elemente des Lehrers Morettos auf, zeigen aber schon eine eigenständige Entwicklung.
In Zusammenhang mit Arbeiten aus dieser Zeit ist an einen Aufenthalt in Trient zu denken, Beziehungen zwischen der Malerschule von Brescia und Trient bestanden schon länger, so arbeitete Girolamo Romanino, der Lehrer Morettos für den Erzbischof von Trient.
1573 könnte Moroni an einem Konzil in Mailand teilgenommen haben, bei dem sich geistliche Vertreter und Künstler trafen, um eine angemessene Ikonendarstellung zu diskutieren.
Von längeren Reisen oder anderen Lehrern ist nichts bekannt.
Moronis Werke müssen schon früh nach Venedig gekommen sein:
„Ein reicher Bergamaske aus dem Hause Albani wollte sich von Tizian malen lassen, doch dieser wies ihn an seinen Landsmann Moroni mit der Bemerkung, wenn er sein Bildnis „al vero“ haben wolle, so würde er von Moroni ebenso gut oder besser porträtiert“. Diese Episode begab sich vermutlich Anfang der sechziger Jahre des 16. Jahrhunderts, und wird, obwohl sie nicht sicher zu belegen ist, von verschiedenen Autoren erzählt.
Bernard Berenson bezeichnet Moroni 1907 als uninteressant und phantasielos.
Moronis Leben lässt sich weitgehend nur durch seine Bilder rekonstruieren, da die schriftlichen Quellen dürftig sind. Neben Aufträgen für vornehme Familien aus Bergamo erhielt er auch Aufträge von Klöstern und Kirchen. Dabei handelt es sich immer um Ölgemälde und nicht um Fresken.
Viele schwächere Arbeiten in seinem Stil lassen auf eine rege Lehrtätigkeit schließen. Ein Schüler von ihm, Giovanni Battista Moneta, signiert seine Bilder mit der gleichen Signatur GBM. Viele dieser Bilder werden daher Moroni zugewiesen (Wissensstand 1933). Moronis letztes Werk ist ein Gemälde des Jüngsten Gerichts für die Kirche in Gorlago.
Moroni starb am 5. Februar 1578, ohne dieses Bild zu vollenden. Anscheinend beendet ein Gehilfe das Bild so schlecht, dass gesagt wurde, „in Gorlago sei es in der Hölle besser, als im Himmel“
Moroni hinterließ Frau und zwei Kinder.

## Das Porträt in der Schule von Brescia
Giorgione schuf eine neue Art von Porträtmalerei: der Mensch wird idealisiert, stimmungsvoll-melancholisch in unendlicher in Harmonie und Schönheit dargestellt, wie z. B. in Lorenzo Lottos Mann mit Löwentatze oder Tizians Mann mit den Handschuhen.
Um 1530 wird dies auch von den Porträtmalern zu Gunsten einer realistischen Porträtgenauigkeit aufgegeben. Was den Künstler nun auch interessiert, ist die Darstellung seelischer und körperlicher Verfassung eines Menschen, zum Beispiel Lorenzo Lottos Der Leberkranke. Diese Art der Darstellung ist nur ein Übergang der am Ende die Meister zur Darstellung der Personen vor einfachen farbigen Hintergrund führt, ohne die Darstellung von Schicksalen, Leiden, so in Lottos Greisenbild.
„Von diesen Werken (Morettos Werke) führt eigentlich kein Weg zu Moroni, ihr geistiger Wesensgehalt bleibt ihm fremd. Er ist der Vollender des von Lotto begonnenen, von Romanino mit etwas unzulänglichen Mitteln angestrebten. Auf diesem Boden erwächst seine Kunst, sie ist realistisch, unhöfisch, eindringlich und führt uns in eine Sphäre gebildeten Bürgertums, das von den Manieristen in solcher Form noch nicht als darstellenswert erkannt wird.“

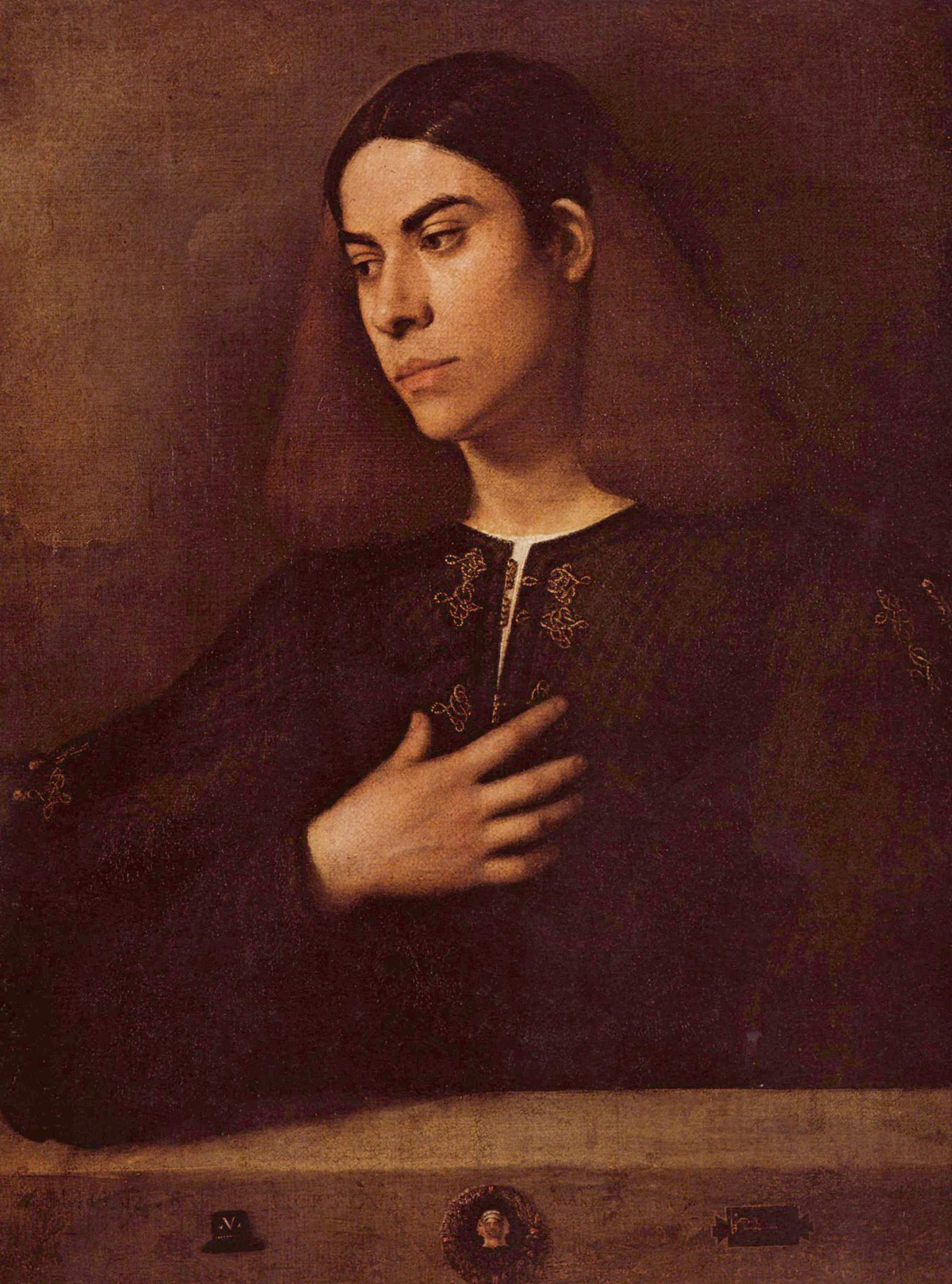
Giorgione: Porträt des Antonio Broccardo
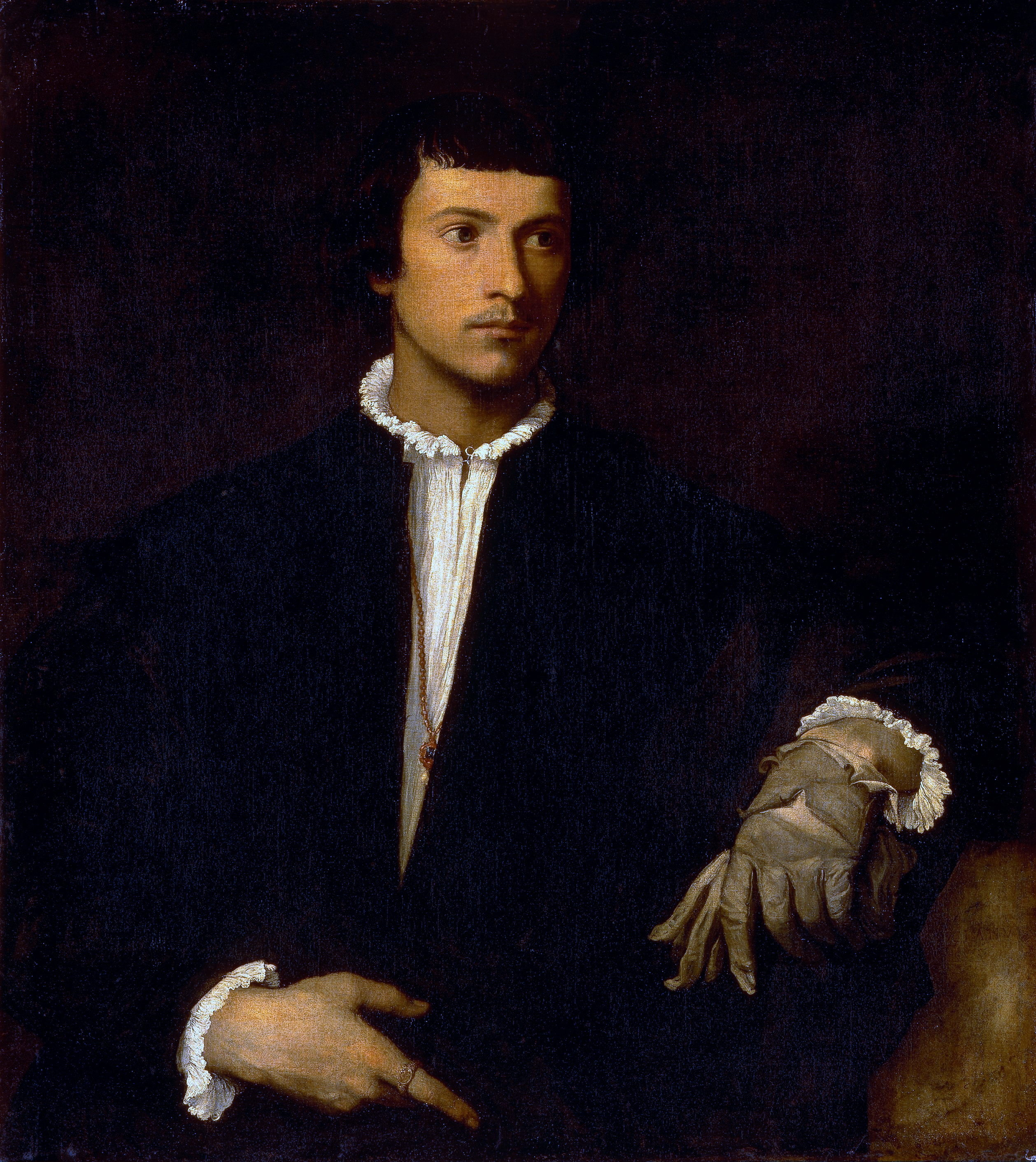
Tizian: Mann mit den Handschuhen
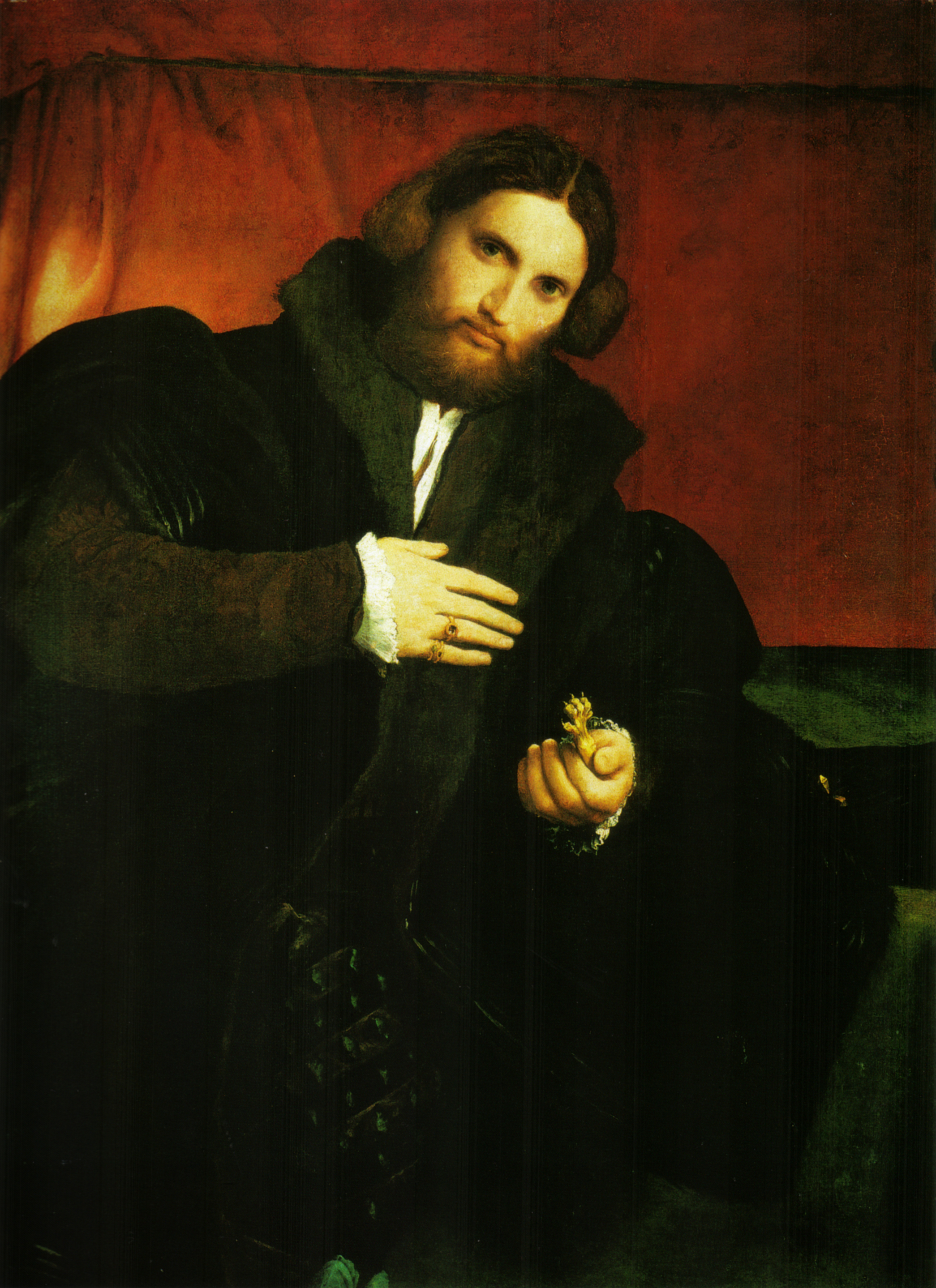
Lorenzo Lotto: Mann mit Löwentatze

## Das Neue Größenverhältnis
Moroni entwickelte in seinen Bildern eine neue Auffassung des Halbfigurporträts. Die Figur wird nicht mehr über dem Knie, sondern weiter oben vom Bildrahmen überschnitten („der unbekannte Dichter“). Er will damit erreichen, dass der Dargestellte in der Bildfläche möglichst viel Raum einnimmt.

## Werke (Auswahl)
- Gian Lodovico Madruzzo[6], 1551/1552, Art Institute of Chicago
- Priorin Lucrezia Vertova Agliari, 1557, New York, Metropolitan Museum of Art
- Altarbildnis in der Kirche Santa Maria Maggiore in Trient, 1558
- Gian Federico Madruzzo[7], um 1560, National Gallery of Art
- Antonio Navagero, 1565, Mailand, Pinacoteca di Brera

## Ausstellungen
- 2004/2005: Giovan Battista Moroni. Lo sguardo sulla realtà (1560–1579). Museo Adriano Bernareggi, Palazzo Moroni, Chiostro di San Francesco, Biblioteca Civica Angelo Mai, alle in Bergamo
- 2014/2015: Giovanni Battista Moroni. Royal Academy of Arts, London